# Công nhận các cặp cùng giới ở Campuchia
Hiện tại, Campuchia không công nhận hôn nhân cùng giới. Hình thức công nhận tượng trưng ("tuyên bố về mối quan hệ thân thuộc"), tính đến tháng 5 năm 2018 chỉ có ở 50 xã. Hôn nhân cùng giới đã nhận được ý kiến từ nhiều nhân vật và tổ chức chính phủ quan trọng, bao gồm Quốc vương Norodom Sihamoni, cựu Quốc vương Norodom Sihanouk, Bộ Nội vụ, Bộ Phụ nữ và nhiều nhà lập pháp và các đảng chính trị. Hiến pháp Campuchia định nghĩa hôn nhân là sự kết hợp giữa "một chồng và một vợ".

## Tuyên bố quan hệ thân thuộc
The Rainbow Community Kampuchea (RoCK), với sự giúp đỡ của chính quyền địa phương, đã tạo ra một chương trình đăng ký quan hệ chính thức, được gọi là "Tuyên bố về mối quan hệ thân thuộc" (tiếng Khmer: សេចក្តីថ្លែងទំនាក់ទំនងគ្រួសារ; tiếng Pháp: déclaration de vie commune). Theo RoCK, "Tuyên bố về mối quan hệ thân thuộc là một hợp đồng dân sự giữa hai người sẵn sàng ở bên nhau và chia sẻ trách nhiệm chăm sóc gia đình và phân phối tài sản chung". Đến tháng 5 năm 2018, hợp đồng dân sự đã được giới thiệu tới 50 xã ở 15 tỉnh và 21 cặp đã ký vào các mẫu đơn. Tuy nhiên, mối quan hệ này chỉ là thỏa thuận dân sự, không có tính ràng buộc về quyền và nghĩa vụ như hôn nhân.